# Guerra entre Rann e Thanagar
A Guerra Rann-Thanagar é uma minissérie de história em quadrinhos lançada em seis edições pela DC Comics em 2005, escrita por Dave Gibbons com arte de Ivan Reis, Marc Campos e John Kalisz. Os super-heróis protagonistas da história são Adam Strange, Tropa dos Lanternas Verdes, Gavião Negro, Mulher Gavião, L.E.G.I.Ã.O. e Capitão Cometa, com a participação de outros personagens espaciais da editora. A história continuou em 2006 com o especial Rann-Thanager War: Infinite Crisis Special.
Rann-Thanagar War juntamente com Villains United, The OMAC Project e Day of Vengeance, é uma das quatro minisséries da DC que antecederam o evento Crise Infinita (publicadas juntos no Brasil em seis edições pela Editora Panini a partir de julho de 2006, sob o título Contagem Regressiva para Crise Infinita). É continuação de duas outras séries: Adam Strange: Planet Heist e Green Lantern: Rebirth.

## A Guerra durante aPré-Crise
Antes da Crise das Infinitas Terras, a guerra entre os planetas Rann e Thanagar começou.  O super-herói adotivo de Rann, Adam Strange e os policiais Thanagarianos Gavião Negro (Katar Hol) e Moça Gavião (Shayera Hol) tentaram dar um fim ao conflito. O trio acabou por descobrir que os eventos que levaram a guerra foram uma manipulação do vilão Kanjar Ro.

## Pré-Mundo Gavião
A Guerra Rann-Thanagar também foi mostrada em Showcase e World's Finest Comics nos anos de 1970. Com a minissérie Hawkworld de 1989, essa porção da Origem de Gavião Negro foi recontada de forma retroativa.

## Enredo da minissérie
Durante a série Planet Heist, Adam Strange encontrou um grupo de malfeitores Thanagarianos. Durante a luta, a líder do grupo inimigo transportou o planeta Rann para o sistema de Thanagar. Isso causou a instabilidade da órbita de Thanagar que acabou se aproximando do  sol do sistema, o que devastou a superfície do planeta. Os Thanagarianos e Rannianos sobreviventes agora vivem em Rann, sob constante tensão pois um acusa o outro pelo desastre.
Strange vai a Terra para pedir ajuda a Gavião Negro e Moça Gavião (Kendra Saunders), que mantiveram conexão com Thanagar, para ajudarem a impedir a guerra. Enquanto isso, os Lanternas Verdes Kilowog e Kyle Rayner são enviados a uma missão de infiltração em Rann, apesar da ordem dos  Guardiões do Universo de não interferirem.
Quando Strange e os Gaviões chegam a Rann, a Guerra já havia começado. O trio juntamente com Estrela Negra de Tamaran, irmã de Estelar e a Mulher Gavião thanagariana, formam uma equipe. Mais e mais planetas são arrastados para a Guerra, com Rann e Thanagar pedindo ajuda aos respectivos aliados. Estrela Negra resolve tentar tomar o poder e trai o grupo, acabando por matar a thanagariana Mulher Gavião. Logo fica claro que as diferentes facções enfrentam um inimigo comum: o demônio Onimar Synn. Com a ajuda de Tigorr dos Omega Men e do Capitão Cometa, a equipe de Strange corta Synn em sete partes, e cada uma dessas é enviada a uma diferente estrela para prevenir sua reestruturação.
Ao final da série, Rann e Thanagar deparam-se com uma fratura no espaço similar a Crise nas Infinitas Terras, o que os tornam temporariamente aliados.

## Rann/Thanagar WarSpecial: Hands of Fate
No especial Rann/Thanagar War: Infinite Crisis Special, a ameaça da fenda no espaço no centro da Galáxia Polaris piora com a emissão de ondas de energia que atingem todo o sistema planetário. Donna Troy reunira alguns heróis para manter a paz entre as duas facções guerreiras e decide investigar a fenda com eles. Enquanto isso, Adam Strange recebe uma mensagem de Tigorr. Ele leva Strange, Gavião Negro e Moça Gavião, diretamente para um satélite de vigilância Thanagariano errante, onde imagens de arquivo mostram Superboy-Prime causando o deslocamento de Thanagar, o que deu início a guerra.
O satélite acaba se perdendo com as provas no caos que se segue e Strange reúne os líderes das facções para os convecer a se unirem para enfrentar a verdadeira ameaça. Enquanto isso, o Lanterna Verde Kyle Rayner trabalha com sua amante Jade numa luta contra enormes mãos que forçam a fenda no espaço-tempo. Jade não sobrevive as forças electromagnéticas e morre. Em seus últimos momentos, ela libera sua energia esmeralda para Kyle Rayner, aumentando os poderes dele de forma significativa.
Kyle leva o corpo de Jade para seu pai, o primeiro Lanterna Verde Alan Scott. Com os novos poderes, Kyle muda seu nome para Ion.
Essa mudança de Kyle leva os Guardiões a notarem que houve o surgimento de uma nova espécie, o próximo passo na evolução dos Lanternas Verdes. E resolvem monitorá-los nesses momentos.
Na superfície árida de Thanagar, Adam Strange prova aos grupos rivais a interferência de Superboy Prime, ao mostrar as marcas de mão do vilão deixada numa cratera. L.E.G.I.Ã.O., Thanagar, Rann e Nova Cronus combinam suas forças para fazerem um grande ataque aos poderes por trás da fenda, com Ion como o líder.

### Rann/Thanagar: Holy War
Em 2008, uma nova minissérie chamada Rann-Thanagar Holy War ou "Guerra Santa Rann-Thanagar" foi publicada. Escrita por Jim Starlin com arte de Ron Lim.

## Coletâneas
Em janeiro de 2006 a série foi compilada em um volume de 160 páginas (ISBN 1-4012-0839-8). O especial foi compilado como Infinite Crisis Companion (ISBN 1-4012-0922-X).  A "Rann-Thanager Holy War" foi reunida em dois volumes.